# Theodore de Smeth van Deurne
Theodore baron de Smeth, heer van Deurne en Liessel (Sassenheim, 29 maart 1919 — Tanneron (Frankrijk), 3 juni 1988) was een telg uit het adellijke geslacht de Smeth. Hij was titulair heer van Deurne en burgemeester van Appeltern, Batenburg en Jutphaas.

## Afkomst
De Smeth, door bekenden Toto genoemd, werd geboren in de periode dat zijn vader Ferdinand François baron de Smeth (1887-1939) burgemeester was van de gemeente Sassenheim. Theodore was het derde kind en tevens de derde zoon van zijn vader en diens eerste echtgenote jonkvrouw Ada Wilhelmina Sandberg (1887-1920). Een jaar na de geboorte van Theodore stierf zijn moeder, 32 jaar oud. Een vierde broer, met wie Theodore opgroeide, werd geboren uit het tweede huwelijk van zijn vader.
In 1929 stierf Theodores oudtante jkvr. Henriëtte Marie Rudolphine Fagel, weduwe van Theodore baron de Smeth. Zij liet het Groot Kasteel en Klein Kasteel te Deurne na aan de jonge Theodore; zijn vader erfde de inboedel. Buiten dit kasteeldomein waren alle gronden, 110 van de 121 hectare, door Mary verkocht. In de jaren dertig woonde het gezin van Ferdinand François baron de Smeth regelmatig tijdens de zomer en rondom feestdagen op het Groot Kasteel. Het Klein Kasteel werd verhuurd.

## De Smeth en WO II
Na de dood van Theodores vader in 1939 veranderde de bewoning van het Huis. In de jaren die volgden, veranderde het van woning voor het hele gezin in de woning van Theodore alleen. Zijn secretaresse, Marijke Snethlage, woonde tijdens de Tweede Wereldoorlog bij hem in. Theodore wist het kasteeldomein, nog slechts 11 hectare groot, winstgevend te maken door in te zetten op het fokken van paarden. Dat hij nog een rol weggelegd zag voor zijn familie in Deurne, blijkt uit het feit dat hij in de oorlog plannen maakte voor de aanleg van een familiebegraafplaats in het kasteelpark bij het Groot Kasteel. Hij deed dit in navolging van Hendrik Wiegersma, die in 1942 een familiebegraafplaats op eigen grond in Vlierden had laten aanleggen.
De Smeth was actief betrokken bij het verzet tegen de Duitse bezetter. Hij was door Paul Guermonprez verzocht om commandant te worden van de Zuid-R.V.V., waarbij hij ook het commando voerde over de R.V.V. in oostelijk Noord-Brabant. Ondanks dat hij nauwlettend door de Duitsers in de gaten werd gehouden, kwamen de R.V.V.-voormannen in juli 1944 bij elkaar op het Groot Kasteel. De Smeth stelde de R.V.V. in hun hooggespannen verwachtingen echter teleur vanwege zijn passiviteit en gebrekkige leiding. De oorzaak daarvan lag wellicht in het feit dat hij zich slecht kon bewegen doordat de Duitsers hem nauwlettend in de gaten hielden. Eind juli 1944 stelde hij zijn functie voor oostelijk Brabant beschikbaar, waarna hij werd opgevolgd door C.S. Vermeulen. Een zekere Hoekstra uit Eindhoven nam het commando over de Zuid-R.V.V. over.

## Sport
De Smeth was op jonge leeftijd al een begenadigd dressuurruiter. In 1941, op zijn 22e, was hij reeds erevoorzitter van de Deurnesche Rijvereeniging Rust Roest, opgericht door pastoor Hendrik Roes in de jaren dertig.. Ook bij andere sporten was De Smeth betrokken. In 1942 zat hij in de commissie om de fusie van de lokale voetbalverenigingen DOS en Deurania voor te bereiden. Uiteindelijk resulteerde dit in het ontstaan van SV Deurne. Daarnaast was hij vermoedelijk de naamgever van de Baron de Smeth-Beker, waarom verschillende hockeyverenigingen uit Zuid-Nederland in (ten minste) 1947 en 1948 streden.

## De periode na WO II
De Smeth overleefde de verwoesting van het Groot Kasteel op 24 september 1944, omdat hij bij de beschieting in de kelder verbleef. Hij trok in bij het gezin van Pieter Wiegersma, die sinds 1942 het Klein Kasteel bewoonde. Op 11 oktober 1944 huwden Theodore baron de Smeth en Marijke Snethlage. Van herbouw van het Groot Kasteel zou niets meer komen. In 1948 vertrok het echtpaar naar Naarden-Bussum.
In 1949 werd de ruïne van het Groot Kasteel aan de gemeente Deurne verkocht, onder beding dat De Smeth als eerste benaderd zou worden wanneer er in het park gebouwd zou kunnen worden. Toen Martien van Doorne enige decennia later een deel van het park van de gemeente wilde kopen om er een huis te laten bouwen, liet De Smeth de mogelijkheid aan zich voorbijgaan. Van Doorne, zoon van industrieel Hub van Doorne, liet vervolgens het landhuis De Wolfsberg bouwen. De Smeth heeft na zijn vertrek in 1948 Deurne bewust achter zich gelaten.
Na enkele burgemeesterschappen, namelijk van Jutphaas (1957-1971), Appeltern (1972-1982) en Batenburg (1972-1982) vertrok het stel vermoedelijk in of kort na 1982 naar Zuid-Frankrijk. Zij hadden eerder al twee kinderen geadopteerd. Zij kregen wel hun vaders naam, maar niet de titel. Theodore stierf in 1988. Hij werd begraven op het dorpskerkhof van Tanneron, waar zijn graf anno 2007 nog aanwezig was.
Met de verkoop van het Groot Kasteel werd ook afstand gedaan van de officieuze titel van (titulair) heer van Deurne en Liessel. Daarmee kwam een einde aan meer dan zes eeuwen heren en vrouwen in Deurne.
De Smeth was de eerste rooms-katholieke heer van Deurne sinds 1651, al is onduidelijk of hij ten tijde van zijn verblijf in Deurne al katholiek was.